# Copa de Croacia
La Copa de Croacia (en croata Hrvatski nogometni kup) es una competición de fútbol de Croacia que se disputa en rondas eliminatorias. Fue creada en 1992 y la organiza la Federación Croata de Fútbol.
Mencionar que en 1941, con la proclamación del Estado Independiente de Croacia durante la Segunda Guerra Mundial, se disputó una primera edición de la Copa de Croacia.

## Formato
Actualmente participan 48 clubes. Entre ellos, los 16 equipos con mejor coeficiente en la competición durante las cinco últimas ediciones. A ellos se añaden diversos equipos ganadores de las copas y ligas regionales. 
Las eliminatorias se disputan a partido único hasta los cuartos de final. De esa ronda en adelante, incluida la final, se juega a doble partido de ida y vuelta, con valor doble de los goles en campo contrario en caso de empate.
El equipo campeón accede a la segunda ronda de clasificación de la Liga Europea de la UEFA.

## Palmarés
| Temporada | Campeón           | Resultado               | Finalista         | Sede de la final                                            |
| --------- | ----------------- | ----------------------- | ----------------- | ----------------------------------------------------------- |
| 1992      | NK Inter Zaprešić | 1 - 1, 1 - 0            | HAŠK Građanski    | Estadio Intera, Zaprešić Estadio Maksimir, Zagreb           |
| 1992-93   | Hajduk Split      | 4 - 1, 1 - 2            | Croacia Zagreb    | Estadio Poljud, Split Estadio Maksimir, Zagreb              |
| 1993-94   | Croacia Zagreb    | 2 - 0, 0 - 1            | HNK Rijeka        | Estadio Maksimir, Zagreb Estadio Kantrida, Rijeka           |
| 1994-95   | Hajduk Split      | 3 - 2, 1 - 0            | Croacia Zagreb    | Estadio Poljud, Split Estadio Maksimir, Zagreb              |
| 1995-96   | Croacia Zagreb    | 2 - 0, 1 - 0            | Varteks Varaždin  | Estadio Anđelko Herjavec, Varaždin Estadio Maksimir, Zagreb |
| 1996-97   | Croacia Zagreb    | 2 - 1                   | NK Zagreb         | Estadio Maksimir, Zagreb                                    |
| 1997-98   | Croacia Zagreb    | 1 - 0, 2 - 1            | Varteks Varaždin  | Estadio Anđelko Herjavec, Varaždin Estadio Maksimir, Zagreb |
| 1998-99   | NK Osijek         | 2 - 1                   | Cibalia Vinkovci  | Estadio Maksimir, Zagreb                                    |
| 1999-00   | Hajduk Split      | 2 - 0, 0 - 1            | Dinamo Zagreb     | Estadio Poljud, Split Estadio Maksimir, Zagreb              |
| 2000-01   | Dinamo Zagreb     | 2 - 0, 1 - 0            | Hajduk Split      | Estadio Poljud, Split Estadio Maksimir, Zagreb              |
| 2001-02   | Dinamo Zagreb     | 1 - 1, 1 - 0            | Varteks Varaždin  | Estadio Maksimir, Zagreb Estadio Anđelko Herjavec, Varaždin |
| 2002-03   | Hajduk Split      | 1 - 0, 4 - 0            | NK Istra 1961     | Estadio Aldo Drosina, Pula Estadio Poljud, Split            |
| 2003-04   | Dinamo Zagreb     | 1 - 1, 0 - 0            | Varteks Varaždin  | Estadio Anđelko Herjavec, Varaždin Estadio Maksimir, Zagreb |
| 2004-05   | HNK Rijeka        | 2 - 1, 1 - 0            | Hajduk Split      | Estadio Kantrida, Rijeka Estadio Poljud, Split              |
| 2005-06   | HNK Rijeka        | 4 - 0, 1 - 5            | Varteks Varaždin  | Estadio Kantrida, Rijeka Estadio Anđelko Herjavec, Varaždin |
| 2006-07   | Dinamo Zagreb     | 1 - 0, 1 - 1            | NK Slaven Belupo  | Estadio Maksimir, Zagreb Estadio Gradski, Koprivnica        |
| 2007-08   | Dinamo Zagreb     | 3 - 0, 0 - 0            | Hajduk Split      | Estadio Maksimir, Zagreb Estadio Poljud, Split              |
| 2008-09   | Dinamo Zagreb     | 3 - 0, 0 - 3 (4-3 pen.) | Hajduk Split      | Estadio Maksimir, Zagreb Estadio Poljud, Split              |
| 2009-10   | Hajduk Split      | 2 - 1, 2 - 0            | HNK Šibenik       | Estadio Poljud, Split Estadio Šubićevac, Šibenik            |
| 2010-11   | Dinamo Zagreb     | 5 - 1, 3 - 1            | NK Varaždin       | Estadio Maksimir, Zagreb Estadio Anđelko Herjavec, Varaždin |
| 2011-12   | Dinamo Zagreb     | 0 - 0, 3 - 1            | NK Osijek         | Estadio Gradski vrt, Osijek Estadio Maksimir, Zagreb        |
| 2012-13   | Hajduk Split      | 2 - 1, 3 - 3            | Lokomotiva Zagreb | Estadio Poljud, Split Estadio Maksimir, Zagreb              |
| 2013-14   | HNK Rijeka        | 1 - 0, 2 - 0            | Dinamo Zagreb     | Estadio Maksimir, Zagreb Estadio Kantrida, Rijeka           |
| 2014-15   | Dinamo Zagreb     | 0 - 0 (4-2 pen.)        | RNK Split         | Estadio Maksimir, Zagreb                                    |
| 2015-16   | Dinamo Zagreb     | 2 - 1                   | NK Slaven Belupo  | Estadio Gradski vrt, Osijek                                 |
| 2016-17   | HNK Rijeka        | 3 - 1                   | Dinamo Zagreb     | Estadio Anđelko Herjavec, Varaždin                          |
| 2017-18   | Dinamo Zagreb     | 1 - 0                   | Hajduk Split      | Estadio HNK Cibalia, Vinkovci                               |
| 2018-19   | HNK Rijeka        | 3 - 1                   | Dinamo Zagreb     | Estadio Aldo Drosina, Pula                                  |
| 2019-20   | HNK Rijeka        | 1 - 0                   | Lokomotiva Zagreb | Estadio Šubićevac, Šibenik                                  |
| 2020-21   | Dinamo Zagreb     | 6 - 3                   | NK Istra 1961     | Estadio Radnik, Velika Gorica                               |
| 2021-22   | Hajduk Split      | 3 - 1                   | HNK Rijeka        | Estadio Poljud, Split                                       |
| 2022-23   | Hajduk Split      | 2 - 0                   | HNK Šibenik       | Stadion Rujevica, Rijeka                                    |
| 2023-24   | Dinamo Zagreb     | 0 - 0, 3 - 1            | HNK Rijeka        | Estadio Maksimir, Zagreb Stadion Rujevica, Rijeka           |
| 2024-25   | HNK Rijeka        | 1 - 1, 1 - 0            | NK Slaven Belupo  | Estadio Gradski, Koprivnica Stadion Rujevica, Rijeka        |

- HAŠK Građanski y Croacia Zagreb son nombres anteriores del Dinamo Zagreb.

## Títulos por club
| Club                    | Campeón | 2° | Años Campeón                                                                                         |
| ----------------------- | ------- | -- | --- |
| Dinamo Zagreb           | 17      | 7  | 1994, 1996, 1997, 1998, 2001, 2002, 2004, 2007, 2008, 2009, 2011, 2012, 2015, 2016, 2018, 2021, 2024 |
| Hajduk Split            | 8       | 5  | 1993, 1995, 2000, 2003, 2010, 2013, 2022, 2023                                                       |
| HNK Rijeka              | 7       | 3  | 2005, 2006, 2014, 2017, 2019, 2020, 2025                                                             |
| NK Osijek               | 1       | 1  | 1999                                                                                                 |
| Inter Zaprešić          | 1       | -  | 1992                                                                                                 |
| NK Varaždin (Varteks) † | -       | 6  | - |
| Slaven Belupo           | -       | 3  | - |
| NK Istra 1961           | -       | 2  | - |
| HNK Šibenik             | -       | 2  | - |
| Lokomotiva Zagreb       | -       | 2  | - |
| NK Zagreb               | -       | 1  | - |
| Cibalia Vinkovci        | -       | 1  | - |
| RNK Split               | -       | 1  | - |

- † Equipo desaparecido.